# Gerson Domingos
Gerson da Silva Domingos (Luanda, 16 aprile 1996) è un cestista angolano.

## Carriera
Con l'Angola ha disputato i Campionati mondiali del 2019.

## Palmarès
- Basketball Africa League: 1

Petro de Luanda: 2024